# Smolenice
Smolenice jsou obec na úpatí Malých Karpat v okrese Trnava. Leží asi šedesát kilometrů severovýchodně od Bratislavy a 25 kilometrů severozápadně od Trnavy na státní silnici č. 502 z Bratislavy do Trstína. V obci žije přibližně 3 200 obyvatel. Stejnojmenná železniční stanice ležící na železniční trati Kúty–Trnava je vzdálená asi čtyři kilometry od centra vesnice.
Obec tvoří dvě části: Smolenice a Smolenická Nová Ves (původní název obce je Neštich). Hlavní ulici tvoří státní silnice č. 502, jež se ve Smolenicích nazývá SNP a v Neštichu Obránců míru. Smolenice jsou známé především díky Smolenickému zámku, jenž slouží od roku 1953 jako reprezentační a kongresové centrum Slovenské akademie věd.

## Historie

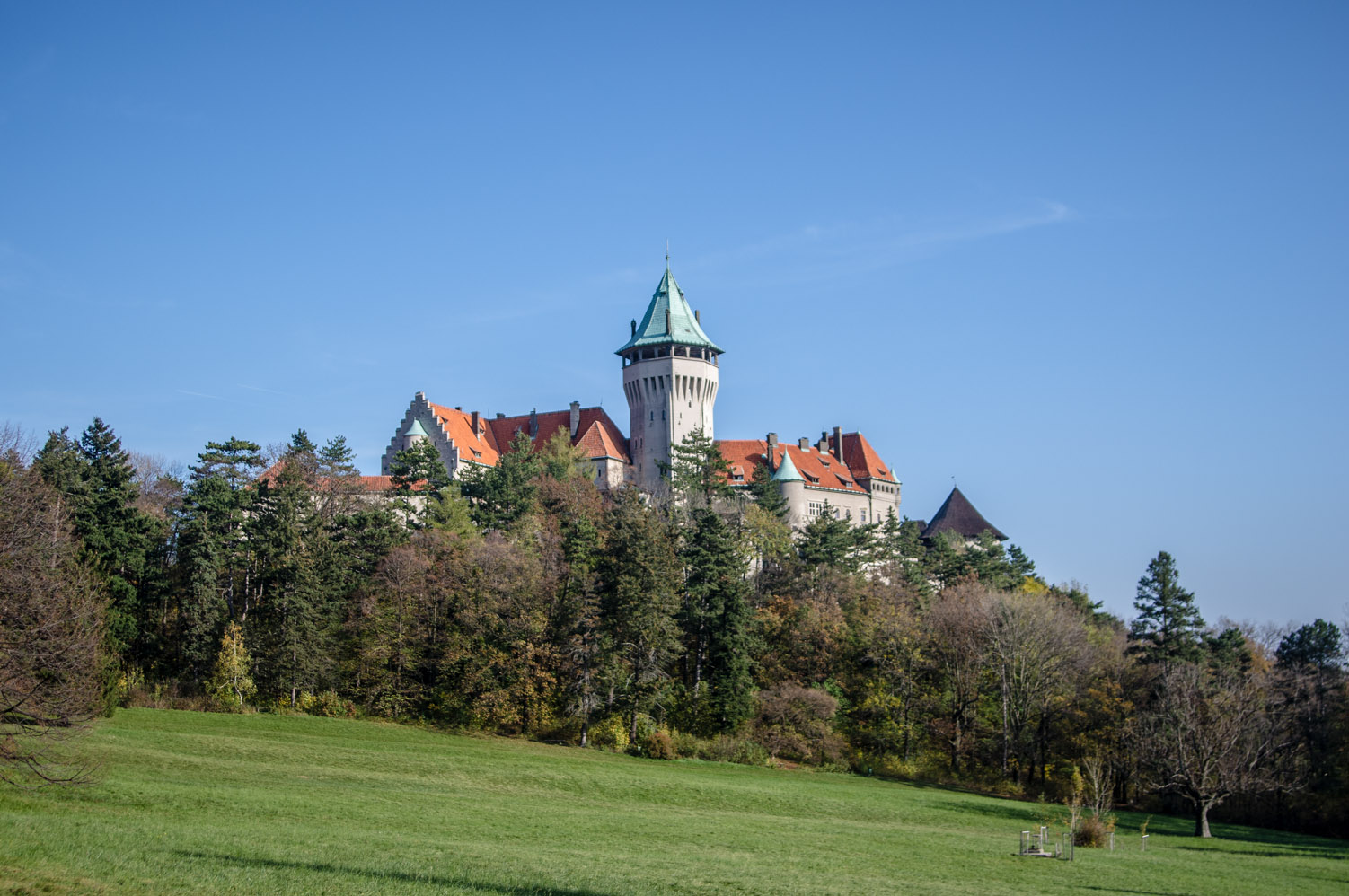
Pohled na Smolenický zámek z parku

Díky přístupné poloze na okraji Trnavské kotliny a úrodné půdě bylo zdejší území osídleno již v době kamenné. Z té doby se však nedochovalo mnoho archeologických nálezů. Významnější jsou známy až z doby halštatské, kdy na vrchu Molpír nad obcí existovalo velké keltské oppidum. A později i velkomoravské hradiště.
První písemná zmínka o Smolenicích je na listině datované 11. května 1240. Smolenická fara je uvedena v seznamu far z roku 1390 pod německým názvem Lenstorf a na seznamu z roku 1397 už pod maďarským Szomolány.
Ve 14. století byl nad obcí postaven hrad jako poslední z řady pevností, jež chránily malokarpatské průsmyky. Na hradě, jenž byl původně královským majetkem, se vystřídala řada majitelů. Roku 1388 připadly Smolenice na základě darovací listiny císaře Zikmunda vévodovi Ctiborovi ze Ctibořic a Beckova. Od poloviny 15. století vlastnili hrad i obec hrabata z Pezinku a Svätého Jura. V 16. století přešel majetek na rod Orzságů a posléze Erdödyů. Roku 1777 převzal smolenické panství hrabě Ján Pálffy.
Smolenický zámek, který byl už delší dobu neobývaný a upadal, protože nebyly peníze na údržbu, v období napoleonských válek počátkem 19. století nakonec vyhořel a z původního gotického hradu zůstala jen část vnějšího opevnění. Proto začaly v roce 1853 první práce na opravě bašt. V roce 1855 založil hrabě Moric Pálffy pod hradem hřebčín pro chov hospodářských koní. Koncem 19. století se zde již chovali i koně kočároví a jezdečtí. S rozpadem rakousko-uherské monarchie však hřebčín zanikl.
Hrabě Jozef Pálffy postavil v letech 1880–1883 poblíž Horných Orešan chemický závod na zpracování dřeva. Pro jeho rychlejší dopravu vybudoval lesní koňskou železnici. V roce 1898 byla vybudována železniční trať z Trnavy do Smolenic. V roce 1911 začali Pálffyové obnovovat zdejší zámek jako rodinné sídlo. Jeho obnova byla zcela dokončena až po druhé světové válce. Od roku 1953 slouží zámek jako reprezentační a kongresové centrum Slovenské akademie věd.

## Přírodní poměry

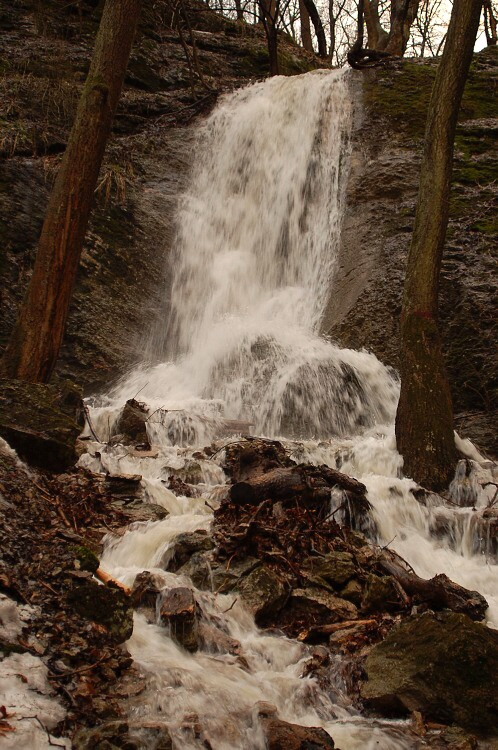
Hlbočianský vodopád v Hlbočianské dolině na jaře

Smolenice se nacházejí v oblasti, kde Malé Karpaty dosahují vrcholy Veterlín (724 m), Havranica (737 m) a Záruby (768 m) nejvyšších výšek. Do západní části katastrálního území obce zasahuje chráněná krajinná oblast Malé Karpaty. Leží v něm národní přírodní rezervace Hlboča, část národní přírodní rezervace Záruby, národní přírodní památka Driny. Ve správním území obce leží také přírodní památky Čertov žľab, Mnichova díra 1 a Pralesy Slovenska – Veterlín a část chráněného areálu Všivavec.
Hlbočianská dolina je kaňonovité údolí s obnaženými skalnatými útvary, krasovými jevy a vzácnou květenou i zvířenou. V její horní části je devět metrů vysoký Hlbočianský vodopád, jediný v Malých Karpatech.

## Pamětihodnosti
- Smolenický zámek s přilehlým parkem se vzácnými dřevinami
- Pozdně renesanční kostel Narození Panny Marie z let 1642–1644 s cenným renesančním zařízením. Kostel, který nechal postavit hrabě Gabriel Erdödy s manželkou Márií Pállfyovou, je vybudován na základech starší gotické stavby, čemuž nasvědčuje presbytář s opěrnými pilíři, zbytky gotických oken ve zdivu a goticky zkosený oblouk. Před kostelem stojí víc než 350letá chráněná lípa, kterou vysadili současně s výstavbou kostela.
- kaple sv. Vendelína s rodinnou hrobkou Pállfyů z roku 1895
- Kaplička sv. Rocha z roku 1715
- Kaplička Nanebevstoupení Páně z roku 1702
- barokní pranýř (sloup hanby) z 18. století
- Pieta z 18. století
- Hrob vynálezce padáku Štefana Baniče a pamětní deska na jeho rodném domě
- Pozůstatky keltského oppida na vrchu Molpír s naučnou stezkou
- Muzeum Molpír v budově staré fary s exponáty ze stejnojmenného halštatského hradiště. Jedna místnost v muzeu je věnována vynálezci padáku Štefanu Baničovi.
- Koněspřežná železnice vybudovaná koncem 19. století hrabětem Jozefem Pállfym v okolí Smolenic pro rychlejší dopravu dřeva měla všechny dopravní trasy navržené tak, aby se mírně svažovaly směrem k závodu v Horných Orešanech, což umožnilo samočinnou dopravu nákladu. Před likvidací této železniční sítě v roce 1960 měla celá síť (včetně přípojky vedoucí od železniční trati Trnava – Smolenice do závodu) dohromady 70 km.

## Osobnosti
- Štefan Banič (1870–1941), vynálezce padáku rodem ze Smolenické Nové Vsi
- Karol Frydrych (* 1975), muzikolog, dirigent, skladatel, pedagog
- Alexander Hirner (1911–1987), sociolog
- Štefan Jastrabík (1917–1981), smolenický učitel a regionální historik
- Alexander Kotlán (1887–1967), parazitolog
- František Mihina (* 1944), filozof, rektor Prešovské univerzity